# Ageneotettix deorum
Ageneotettix deorum är en insektsart som först beskrevs av Scudder, S.H. 1876.  Ageneotettix deorum ingår i släktet Ageneotettix och familjen gräshoppor. Inga underarter finns listade i Catalogue of Life.